# The Vines
The Vines är ett australiskt alternativ/garagerockband, bildat 1994 i Sydney. De är kända för låtar som "Highly Evolved", "Get Free", "Ride" och "Don't Listen to the Radio". Gitarristen Craig Nicholls har offentligt deklarerat att han har Aspergers syndrom.
Bandet grundades av Craig Nicholls och Patrick Matthews, som tidigare hade arbetat tillsammans på McDonald's i Syndey. Bandet hade först David Oliffe som trumslagare, men David lämnade bandet någon gång under inspelningen av debutskivan. Han ersattes kort senare av Hamish Rosser.
2002 kom debutalbumet "Highly Evolved" ut. Skivan sålde guld i bl.a. Australien och Storbritannien. Bandet hade under den tiden ett flertal turnéer, bl.a. i USA, där de spelade tillsammans med The Hives.

## Medlemmar
- Craig Nicholls - sång, gitarr
- Tim John  - bas
- Lachlan West - trummor

### Tidigare medlemmar
- David Oliffe - trummor (1994-2001)
- Patrick Matthews - bas (1994-2004)
- Ryan Griffiths - gitarr (2004-2011)
- Hamish Rosser - trummor (2001-2011)
- Brad Heald - bas (2004-2012)

## Diskografi
- 2002 – Highly Evolved
- 2004 – Winning Days
- 2006 – Vision Valley
- 2008 – Melodia
- 2011 – Future Primitive